# Mads M. Nielsen
 Der er flere personer med dette navn, se Mads Nielsen.
Mads Møllegaard Nielsen (født 10. februar 1971 i København) er en dansk skuespiller uddannet fra Aarhus Teater i 1994. Han har modtaget Reumertprisen for årets mandlige birolle i 2004 for Den Gerrige på Odense Teater og for årets mandlige hovedrolle i 2011 for Udslet Hornsleth på Teater V.
I tv har man kunnet opleve ham i serierne Karrusel, Toast og Krøniken. Han spillefilmsdebuterede allerede i 1984 i en alder af 13 år i hovedrollen i Drengen der forsvandt. Siden har han medvirket i film som Klatretøsen og som den svinske Dahlgaard i ungdomskomedien Slim Slam Slum fra 2002.
Mads M. Nielsen har lagt stemme til adskillige reklame- og tegnefilm.
I 1993 vandt han DM i stand-up-comedy foran Anders Matthesen.

## Filmografi

### Film
- Drengen der forsvandt (1984)
- Miraklet i Valby (1989)
- Afsporet (1999)
- Klatretøsen (2002)
- Slim Slam Slum (2002)
- Springet (2005)

### Tv-serier
- Karrusel (1998) – Mads
- Toast (1999)
- Krøniken (2003-2006) afsnit 7-8 – Thomas Skade-Poulsen

### Tegnefilm og danske stemmer
- Atlantis: Det forsvundne rige (2001)
- Garfield: The Movie (2004)
- De Frygtløse: The Muuhvie (2004)
- Hoodwinked! (2005)
- Camp Lazlo (2005) – Edward
- Garfield: A Tail of Two Kitties (2006)
- Megas XLR – Kurt
- Fremtidens Batman (1999)
- Justice League (2001)
- Samurai Jack (2001)
- Hund og Kat Imellem (2001)
- Kejserens nye flip 2 (2006)
- Monster House (2006)
- Surf's Up (2007) – Tank Evans
- Asterix aux jeux olympiques (2008)
- Marvel's Avengers Assemble - Hulk (2013)
- Hulk and the Agents of S.M.A.S.H. - Hulk (2013)

### Lyd
- How It's Made, Discovery Channel